# Hugo Blümner
Hugo Blümner (né le 9 août 1844 à Berlin et mort le 1er janvier 1919 à Zurich) est un archéologue et philologue prussien.

## Biographie
Hugo Blümner étudie avec Otto Jahn à Bonn et écrit sa thèse de doctorat en 1866 à Berlin sur Lucien de Samosate.
Puis, il enseigne dans les universités de Breslau et de Königsberg et, après 1877, devient professeur à l'université de Zurich. Emil Ermatinger (de) figure parmi les doctorants de Hugo Blümner.
Il est l'auteur et l'éditeur de nombreux ouvrages philologiques et archéologiques.

## Œuvres
- (de) Die gewerbliche Thätigkeit der Völker des klassischen Altertums, 1869.
- (de) Technologie und Terminologie der Gewerbe und Künste bei Griechen und Römern, 1874-1888.
- (de) Leben und Sitten der Griechen, 1887.
- (de) Der Maximaltarif des Diokletian, 1896.